# ロック・アラウンド・ザ・クロック
「ロック・アラウンド・ザ・クロック」（Rock Around the Clock）は1954年に発表されたアメリカのポピュラー・ソング。作詞・作曲：ジェイムズ・E・マイヤーズ（James E. Myers）、マックス・C・フリードマン（Max C. Freedman）。

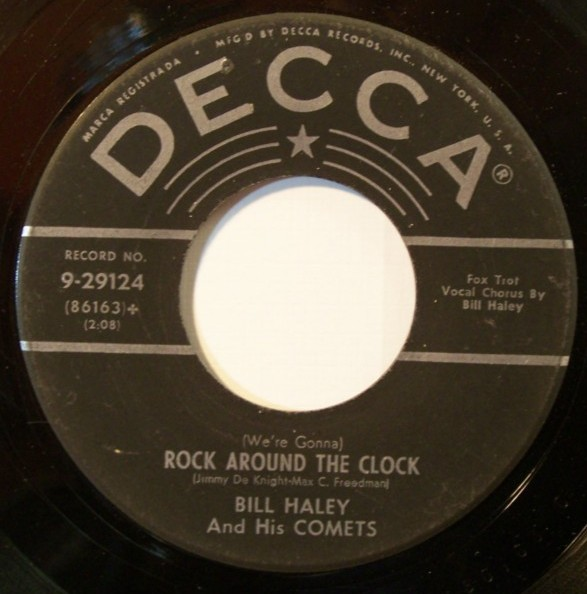
Decca 9-29124 (We're Gonna)Rock Around The Clock

## 概要
1954年3月20日に「ソニー・デイ・アンド・ヒズ・ナイツ」（Sonny Dae and His Knights）によって初めてレコーディングされ、同年5月15日にアメリカで発売されたビル・ヘイリー・アンド・ヒズ・コメッツによるシングル・レコードが大ヒットした。

### 経緯
1952年10月23日、マックス・C・フリードマンとジェームズ・E・マイヤーズの間で共同作曲の合意が交わされ、1953年3月31日アメリカ議会図書館に著作権登録された。版権の所有者でもあるマイヤーズ(レーベル・クレジットのジミー・デナイト『Jimmy DeKnight』はメイヤーズの変名）によって、この曲はビル・ヘイリーに提供されていたが、当時ビルが在籍していたエセックス・レコードの経営者デイブ・ミラー（Dave Miller）とマイヤーズの確執により録音は見送られていた。ビル曰く「2年ほどポケットに入れて持ち歩いていた。」1954年、デッカレコードへ移籍の際、「ロック・アラウンド・ザ・クロックを最初に録音する」事がデッカのミルト・ゲイブラー、ヘイリー、マイヤーズの間で約束された。
ソニー・デイ盤
ビル・ヘイリーと友人関係にあったソニー・デイ（本名 パスカル・ヴェニッティ）は当時のビルのマネージャー、ジャック・ハワード(Jack Howard)が所有するアーケイド(Arcaed)レコードから1954年3月に「ソニー・デイ・アンド・ヒズ・ナイツ」名義で同曲をリリースする。ビル・ヘイリー盤とソニー・デイ盤、この二つのレコードは一般的な「オリジナル曲」と「カヴァー・バージョン」の関係とは異なり、むしろ競作に近い。

### 録音

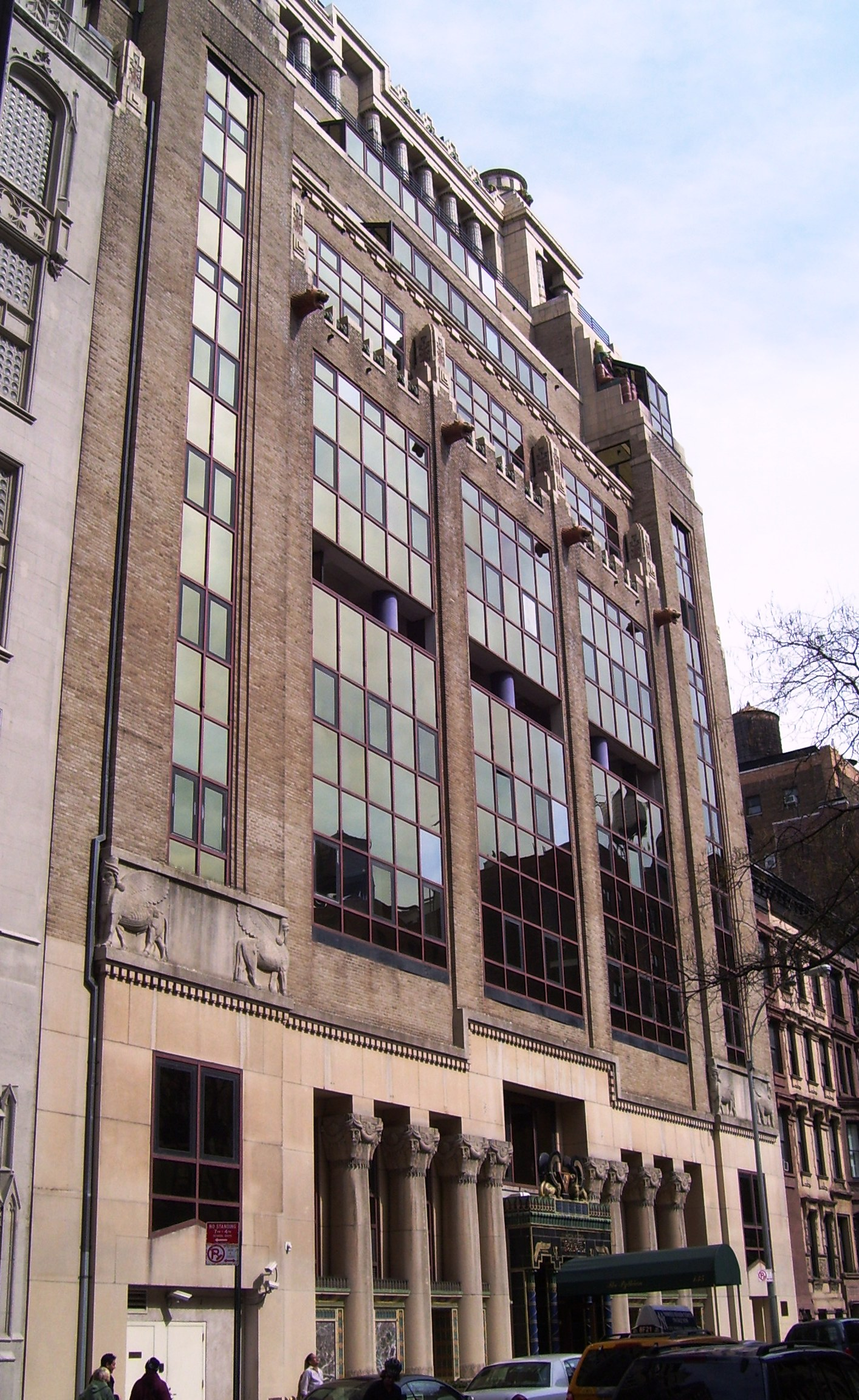
Pythian Temple NY

当時デッカはＮＹにあるピディアン・テンプル・スタジオで多数の録音を行っていた。通常のスタジオは壁に反射する音を防ぐためのパッドを重厚に詰め込み、いわゆる「デッド・ルーム」な状態とするが、このスタジオは反響の強い「ライブ」な音響特性を持っていた。
デッカレコードのA&Rマン、ミルト・ゲイブラーは当時をこう語る。「コロムビアは30番街の教会で録音していたが、私たちはブラスや弦楽器の自然なエコーが得られる場所を探していた（1940年代初頭デッカはPythian Templeの建物の一部をスタジオとして借りる）。ピディアン・テンプルはホテルのボールルームのようなもので、大きく高い天井とバルコニー、そしてステージがあった。全体のバランス調整ためにバルコニーにカーペットを敷きサウンドを「殺し」、部屋にリバーブを拾うマイクを設置、ビル以外のメンバーはフロアより約4フィート高いステージに上げて録音を行った。こうすることで彼らは通常のライブ演奏のように相手を感じながら演奏する事が出来、音響的にもステージの背後まで降りた天井が、丁度自然な「殻」のような状態となって最高のサウンドを生み出した。ステージから6～8フィート離れた場所にいるビルはフロアからバンドを見上げる格好になった。 」
ミルト・ゲイブラー[ Milt Gabler](1911～2001) 1937年NYにコモドア・レコードを設立、ビリー・ホリデイ、ジェリー・ロール・モートンなどの歴史的録音を行う。1941年デッカ入りしA&Rマンとして数々のポップ、ジャズレコードの制作を手掛ける。
1954年4月12日   ニューヨーク東70番街135 ピディアン・テンプル スタジオ-A 
- ビル・ヘイリー Bill Haley - ヴォーカルとリズム・ギター
- マーシャル・ライテル Marshall Lytle - ベース
- ジョーイ・アンブロス Joey Ambrose  - テナーサックス
- ビリー・ウィリアムソン Billy Williamson - スティール・ギター
- ジョニー・グランデ Johnny Grande - ピアノ
- ビリー・ガサック Billy Gussak - ドラム
- ダニー・セドロン Danny Cedrone - エレクトリック・ギター

ゲイブラーのプロデュースの元、午後2時15分録音が始まる。予定では午前11時スタートであったが、メンバー達がNYへ移動の際、フェリーの運航トラブルによりスタジオ入りが遅れたためこの時間となった。先にゲイブラーが提供した[サーティン・ウーマン］が 吹き込まれる。[ロック・アラウンド・ザ・クロック］の録音の際、パートタイムのメンバーであったダニー・セドロンはこの楽曲を正確に把握しておらず、他のメンバーから「ロック・ザ・ジョイントの時のソロを弾いたらどうか」という提案を受け入れてソロパートを演奏した。ファーストテイクはビルのヴォーカルがバッキングの音に埋もれNG、テイク2がOKとなり，5時40分録音が終了した 
。

### リリースと反応

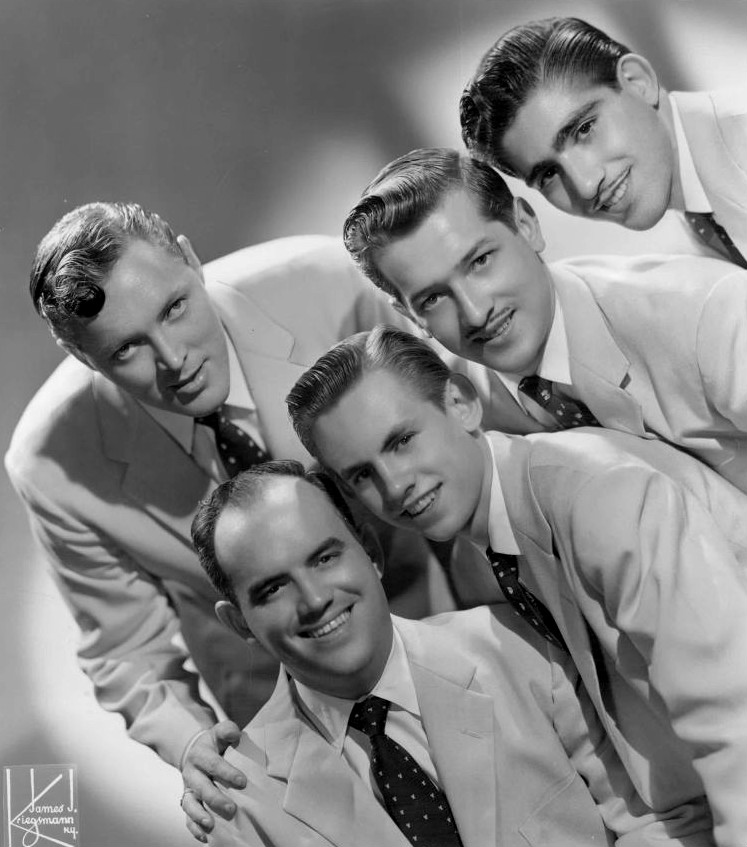
Bill (l. to r.) are Billy Williamson, Charlie Higler, Marshall Lytle and Johnny Grande. 1953

1954年5月15日ビル・ヘイリー＆ヒズ・コメッツのデッカ移籍最初のレコードとして発売された。 「それはデッカが毎月リリースする大量のレコードの中の一枚に過ぎなかった。」ゲイブラーは語る.「C&W、R&B、ではなくロックンロールという言葉も無かった。通常のポップレコードの扱いで、レーベルに記載される分類も『Foxtrot』（ダンス音楽）だった。7万5千枚売り上げたがスマッシュヒットとは言えない。ところが2枚目の「シェイク・ラトル・アンド・ロール」が全米トップ10入りの大ヒットになった時、ラジオ局に再度「ロック・アラウンド～」を送ったところ両方共に100万枚を売り上げた。そして最終的に「ロック・アラウンド・ザ・クロック」は2,000万枚を記録することになった。」
1955年、映画監督リチャード・ブルックスは戦後世代の少年非行を扱った映画「暴力教室」のテーマ・ソングを探していた。出演者グレン・フォードの息子ピーター・フォードは「ロック・アラウンド～」をブルックスに紹介、同映画の主題曲として採用される。発売当初この曲は「サーティン・ウーマン」のB面だったが,同年春に映画が公開されると「ロック・アラウンド・ザ・クロック」はビルボードチャートで7月9日から8月27日まで8週連続1位（Best Sellers In Stores）、R＆B部門3位、年間総合チャート2位を記録する。また、この曲のヒットをきっかけに世界的なロックンロール・ブームが起こる。
日本では、文化放送のラジオ番組『ユア・ヒット・パレード』において、第1回チャートが発表された1955年10月8日付の放送で、ビル・ヘイリー・アンド・ヒズ・コメッツのバージョンが1位を獲得している。同番組では1955年度の年間4位を記録している。また、MGMスタジオ管弦楽団（MGM Studio Orchestra）のカバー盤は1955年度の日本コロムビアの洋盤ジャズレコード売上の年間7位を記録した。当時の日本でのヒットは、映画『暴力教室』の人気によるものが大きいとされている。

## いくつかの疑問

### 原曲

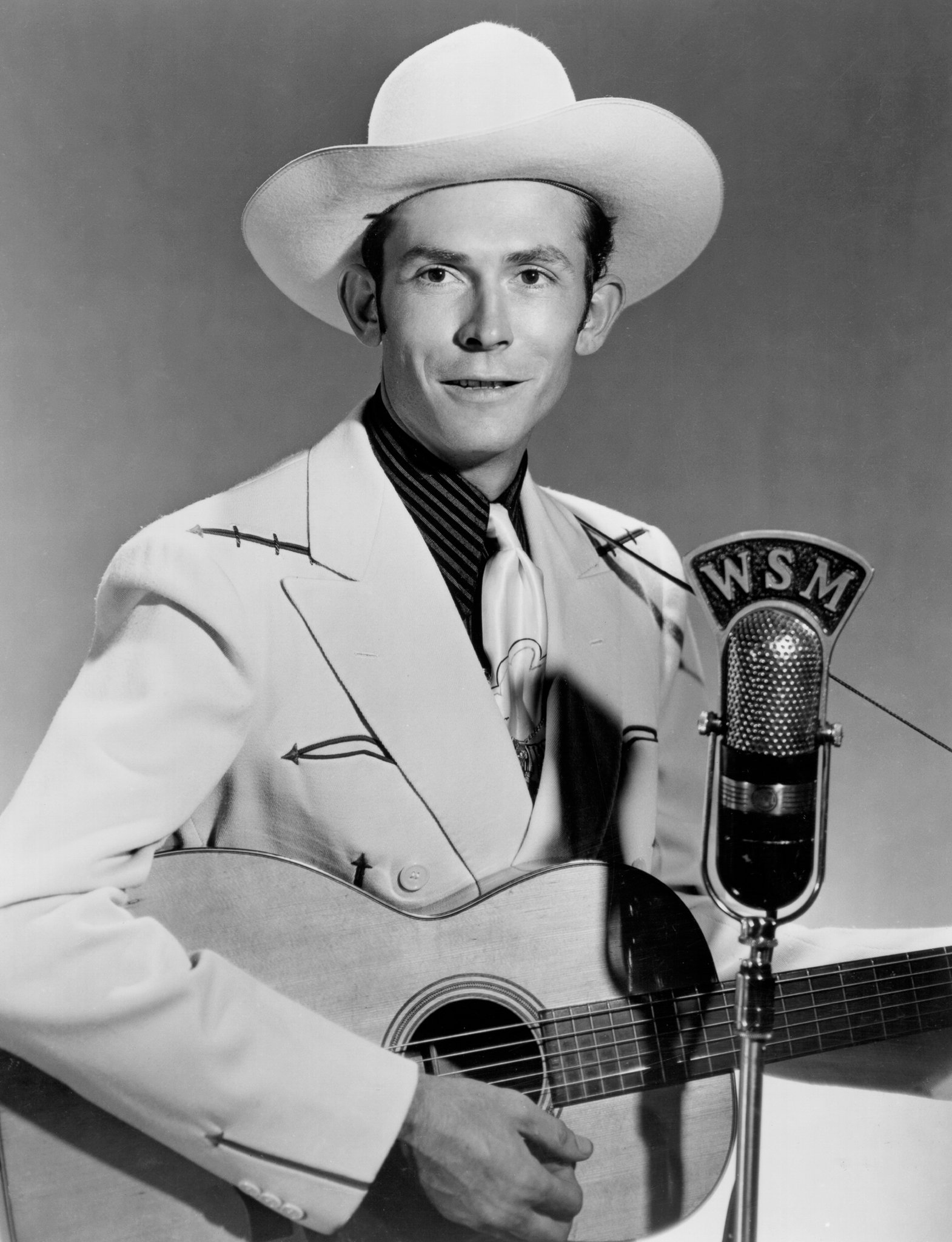
Hank Williams 1951

マイヤーズ/フリードマン版「ロック・アラウンド・ザ・クロック」（この項以下『RATC』と略す）の原曲とされたものを以下に整理する。
〇タイトルに関連がみられるが異曲とされるもの
- Trixie smith - My Daddy Rocks Me with a Steady Roll [Black Swan 14127]  1922年
- Hal Singer - Rock Around The Clock [Mercury] 1948年
- Wally Mercer - Rock Around The Clock [Dot 1099] 1952年

〇歌詞もしくはメロディに類似性があり、作曲にインスパイアを与えたとされるもの
- Hank Williams - Move it on Over [MGM 10033] 1947年
- Leroy Anderson - Syncopated Clock [Decca ] 1951年[1]

### 作曲者
真の作曲者が誰であるか不明である。ヘイリーの歴史家クリス・ガードナーが1979年にマイヤーズに行ったインタビューに対し「私（マイヤーズ）が指一本で演奏するピアノを聴いて、マックス・フリードマンが部屋に入り曲の完成を手伝いました。私はフリードマンに“Rock Around the Clock”は“Dance Around the Clock”よりも優れたタイトルであるとアドバイスしました。」と語っている。
2000年7月のNational Public Radioに対するインタビューで、ガードナーは「RATC」の作曲について異なる意見があると語った。「マイヤーズの作曲への関与を疑っている人が少なからずいます。フリードマンが何年も前に亡くなり、自分自身のために語ることが出来なくなった今、我々が真実を知る事はもう出来ないでしょう。」コメッツのピアニスト、ジョニー・グランデは、NPRに「フリードマンが曲を書いた」とシンプルに語る。アラン・フリード（Alan Freed）は、チャック・ベリー（Chuck Berry）の「メイベリーン（Maybelline）」の共同作家として評価されているが、作曲への実際のインプットは一度もなかったと同じように、「DeKnight」のクレジットは出版社の手配だったともいう。さらに混乱に拍車をかけるのが、Henry Fillerなる人物が「RATC」を編曲したことを示す手書きの楽譜が存在する。Myers / DeKnightには全くクレジットされていない。Fillerが元のコンポジションに与える影響は全く分かっていない。
ジェームズ・E・マイヤーズ（1919〜2001）フィラデルフィア出身。幼少よりドラムを学ぶ。1933年「ジミー・デナイト & ヒズ・ナイツ・オブ・リズム 」結成。1946年「カウボーイ・レコード」、出版社「マイヤーズ・ミュージック」設立、地元ミュージシャンの録音を行う。1950年ASCAP加入。ビル・ヘイリーのデビューから成功まで重要な役割を果たす。作曲家として300の作品を書き、俳優、映画監督、文筆業などその経歴は多岐にわたる。享年82歳 。
マックス・C・フリードマン（1893〜1962）フィラデルフィア出身。作曲家、ラジオアナウンサー。音楽出版社スタッフとして1942年ASCAP加入。「スー・シティ・スー」（ディック・トーマス1945年）、「ハート・ブレイカー」（アンドリュー・シスターズ1947年）、「ティー・リーヴス」（エラ・フィッツジェラルド1948年）などのヒット曲を持つ。享年69歳 。

### デモ録音
コメッツのメンバーが否定しているにもかかわらずエセックス・レコード在籍時（1953年頃）のデモ録音の存在が噂される。ジョン・スウェンソンがヘイリーに行ったインタビューで「『RATC』を録音しようと楽譜を持ってスタジオに行くが、デイブ・ミラー（エセックスの経営者）がそれを破り捨ててしまう、そんな事が3回ほどあった。」その状況の中、何らかの形でヘイリーはデモ録音に成功したとも言われている。1954年4月1日ビル・ヘイリーとデッカの契約交渉の席でマイヤーズはゲイブラーに「RATC」のデモ・レコードを聞かせている。時折、中古市場にエセックス・レコードの「RATC」が出回るが、デッカ録音を元に1960年代末に作られた海賊盤である。

## 記録と影響
ロックンロールの最初で最大のヒット曲とされ、ギネス・ワールド・レコーズの認定によれば、ビル・ヘイリー・アンド・ヒズ・コメッツのバージョンは世界中で通算2500万枚（推定）を売り上げたとされる。「アメリカン・グラフィティ」(1974年公開)を含む40本の映画で使用され、1974年TVドラマ「ハッピーデイズ」の主題曲としてリバイバル・ヒット(最高39位)を記録。また、カヴァーソングとして32の言語、500人以上のミュージシャンによって録音され、その累計販売数は2億枚に及ぶ。1982年グラミーホール・オブ・フェイム受賞。ローリング・ストーン誌選出「オールタイム・グレイテスト・ソング500」159位。
明快な12小節のブルース進行、バックビートのリズムという当時のR&Bの基本要素を備えているが、演奏はまだジャズの色が抜けていない。しかしそれが白人による黒人音楽の解釈・融合という目新しい音楽「ロックンロール」であり、アメリカの多数派である白人のリスナーを引きつける要因にもなった。
なお、「ロック・アラウンド・ザ・クロック」は「ロックンロールで最初の全米（ビルボード）1位獲得曲」といわれることがあり、それに基づいて同楽曲がビルボードチャートで1位を記録した1955年7月9日以後を「ロック時代」としている例がある。しかし一部では、1954年にビルボード1位を獲得したクルー・カッツの「シュブーン」こそが「ロックンロールで最初の全米（ビルボード）1位獲得曲」であるとする見方もある。
日本において「『ロック・アラウンド・ザ・クロック』がロックンロールのルーツで、ロックンロールの語源ともなった」と半ば定説のように語られていた事があったが、前述のとおりこの曲は「最初のヒット曲」であり、それ以前にもロックンロール自体は存在している。

## 日本での歌唱
| デスコグラフィー                 |            |                |                |            |                                             |
| アーティスト                     | 形態       | レーベル       | 規格番号       | リリース   | 備考                                        |
| 江利チエミ                       | SP         | 日本コロムビア | CL-182         | 1955年11月 | 音羽たかし訳詞                              |
| ダーク・ダックス                 | シングル   | 日本コロムビア | JL-157         | 1955年11月 | 藤浦洸訳詞                                  |
| 鹿内タカシ                       | LP         | キング         | LKF-1284       | 1962年8月  | 『タカシとロック』収録                      |
| シャープ・ファイブ               | LP         | キング         | SKK-192        | 1966年1月  | 『パラダイス・ア・ゴーゴー』収録            |
| 黛ジュン                         | LP         | キャピトル     | CPC-8006       | 1969年     | 『Jun & Jun = ジュンの世界』収録            |
| スパイダース                     | LP         | フィリップス   | FS-8100        | 1970年5月  | 『ロックン・ロール・ルネッサンス』収録      |
| ジャッキー吉川とブルー・コメッツ | LP         | 日本コロムビア | PSS-10027〜8-J | 1970年10月 | 『ポピュラーヒット25年史（上巻）』収録      |
| 西城秀樹                         | LP         | RCA            | RVL-7036       | 1977年     | 『ロックンロール・ミュージック/ヒデキ』収録 |
| モーニング娘。                   | テレビ放映 |                |                | 2001年     | 「第51回NHK紅白歌合戦」のディズニーショー   |